# Sportpark Ronhof Thomas Sommer
Stadion am Laubenweg är en fotbollsarena i Fürth, Bayern, Tyskland och är hemmaarena för 2.Bundesliga laget SpVgg Greuther Fürth.
Arenan öppnade den 11 september 1910 med namnet Sportplatz am Ronhofer Weg gegenüber dem Zentral-Friedhof. Arenan byggdes ut ett flertal gånger (max 28 000 åskådare) men reducerades senare till 15 500 och har idag en kapacitet för 18 000 åskådare. Den byggdes ut när Fürth avancerade till Bundesliga men var fortfarande Bundesligas minsta arena.

## Referenser

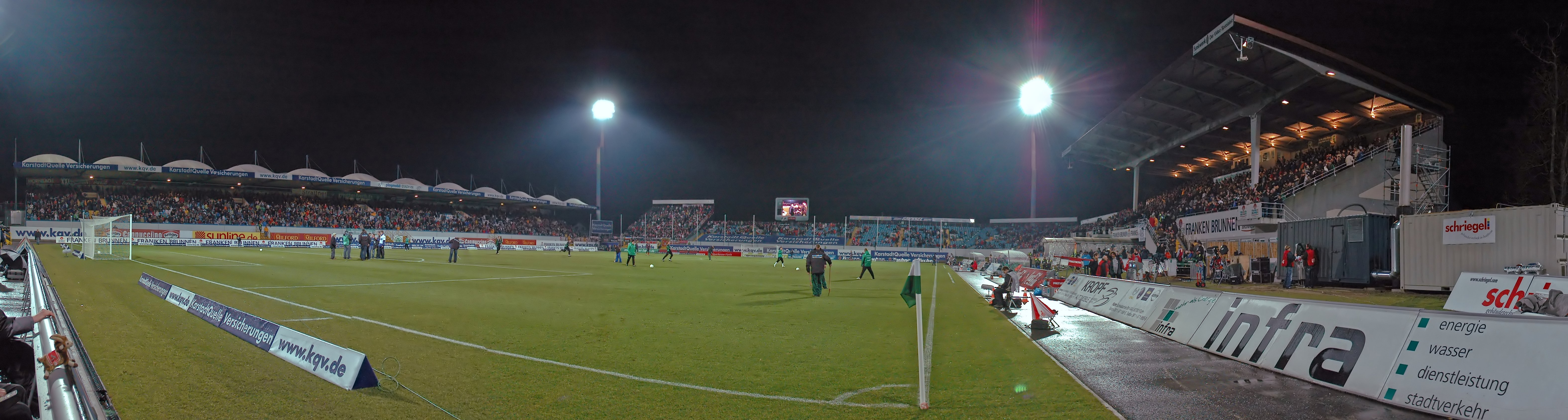
Arenan i februari 2008